# Caverna Temimina
Cavernas Temimina I e II são cavernas pertencentes ao Parque Estadual Turístico do Alto Ribeira (PETAR), localizado na cidade de Apiaí, no estado de São Paulo, considerada um Sítio da Geodiversidade Relevância Nacional.

## Caracterização
A caverna Temimina I tem 52 m de extensão e 2,5 m de desnível, tendo um circuito de visitação de cerca de 50 m, e a caverna Temimina II tem 1.969 m de extensão com 85 m de desnível, e o seu circuito de visitação pode variar e ter até 1 500 m de distância. Acessadas a partir de uma trilha de nível difícil, é necessário percorrer 5 km trilha íngreme a pé para chegar nas cavernas, sendo que a partir da sede do núcleo Caboclos totaliza 9,5 km de distância. O principal atrativo dessas cavernas é espeleológico, tendo como suas principais funções o viés educacional, recreativo, turístico, de interesse estético e ecológico.

## Histórico
As cavernas foram descobertas em 1971, mas apenas na década de 1980, quando o parque foi implementado, elas começaram a receber visitação regular. O nome das cavernas (Temimina) é derivado de uma mina ativa da região, daí diz-se que a gruta "teme a mina".

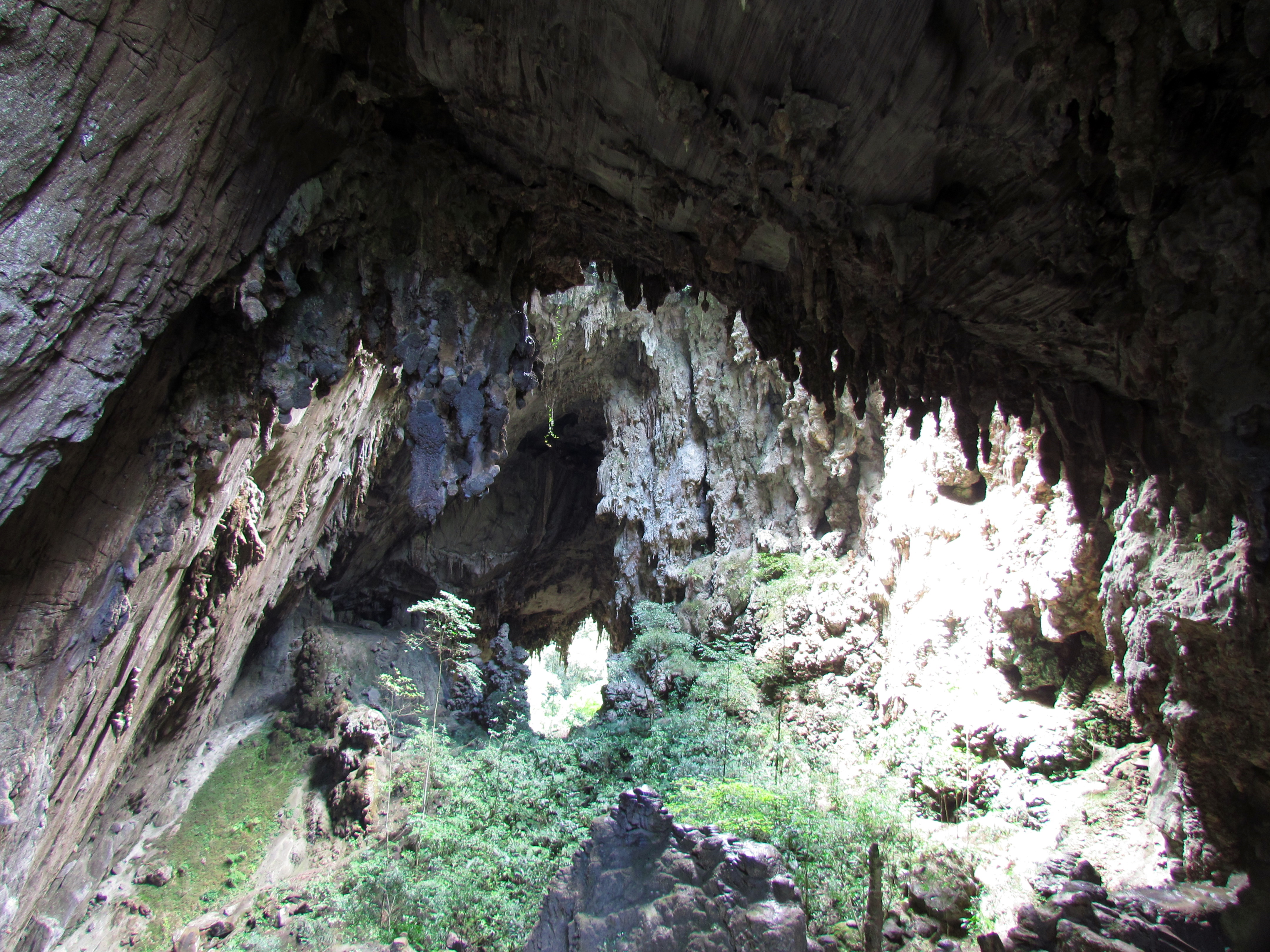
Jardim suspenso
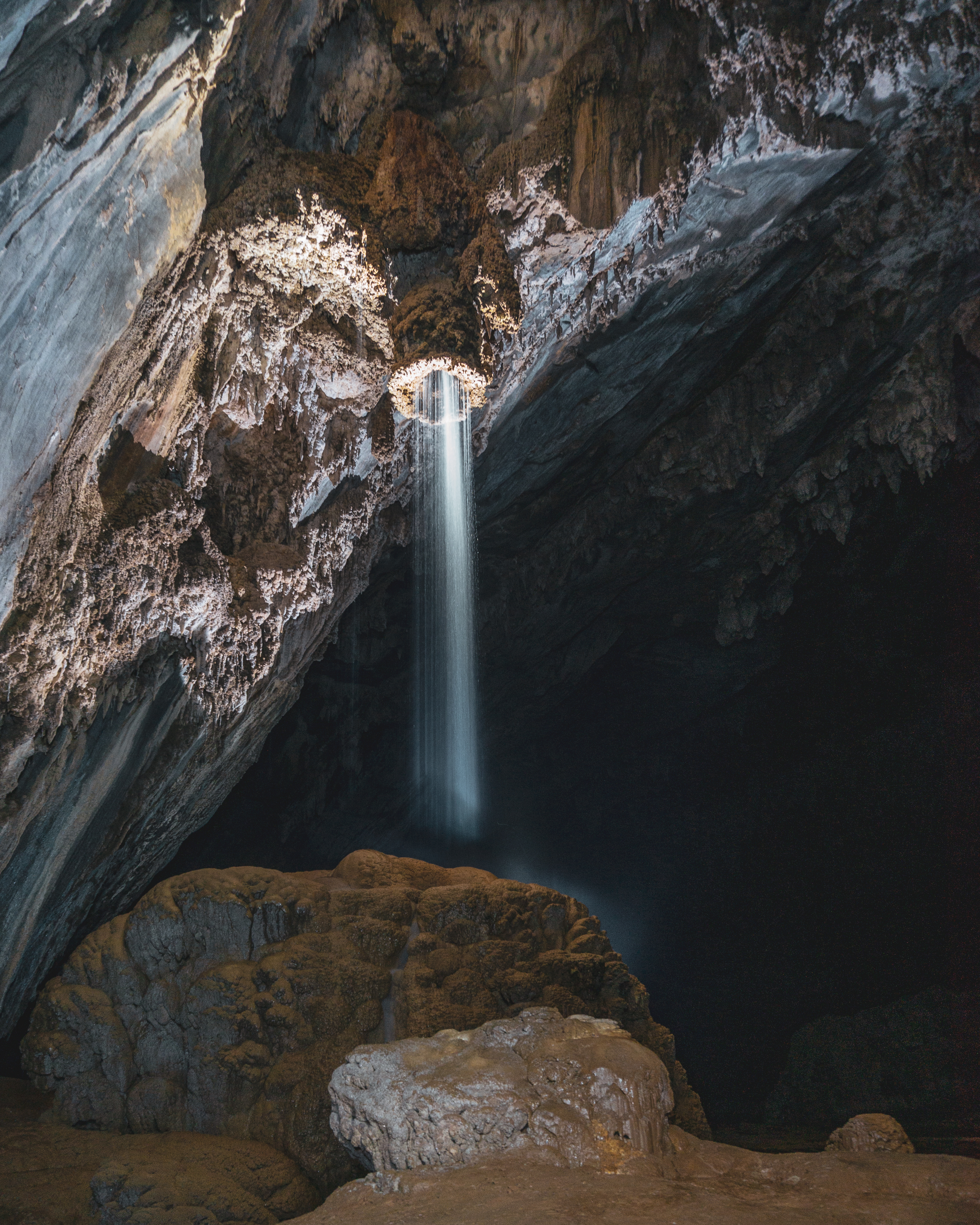
Chuveiro
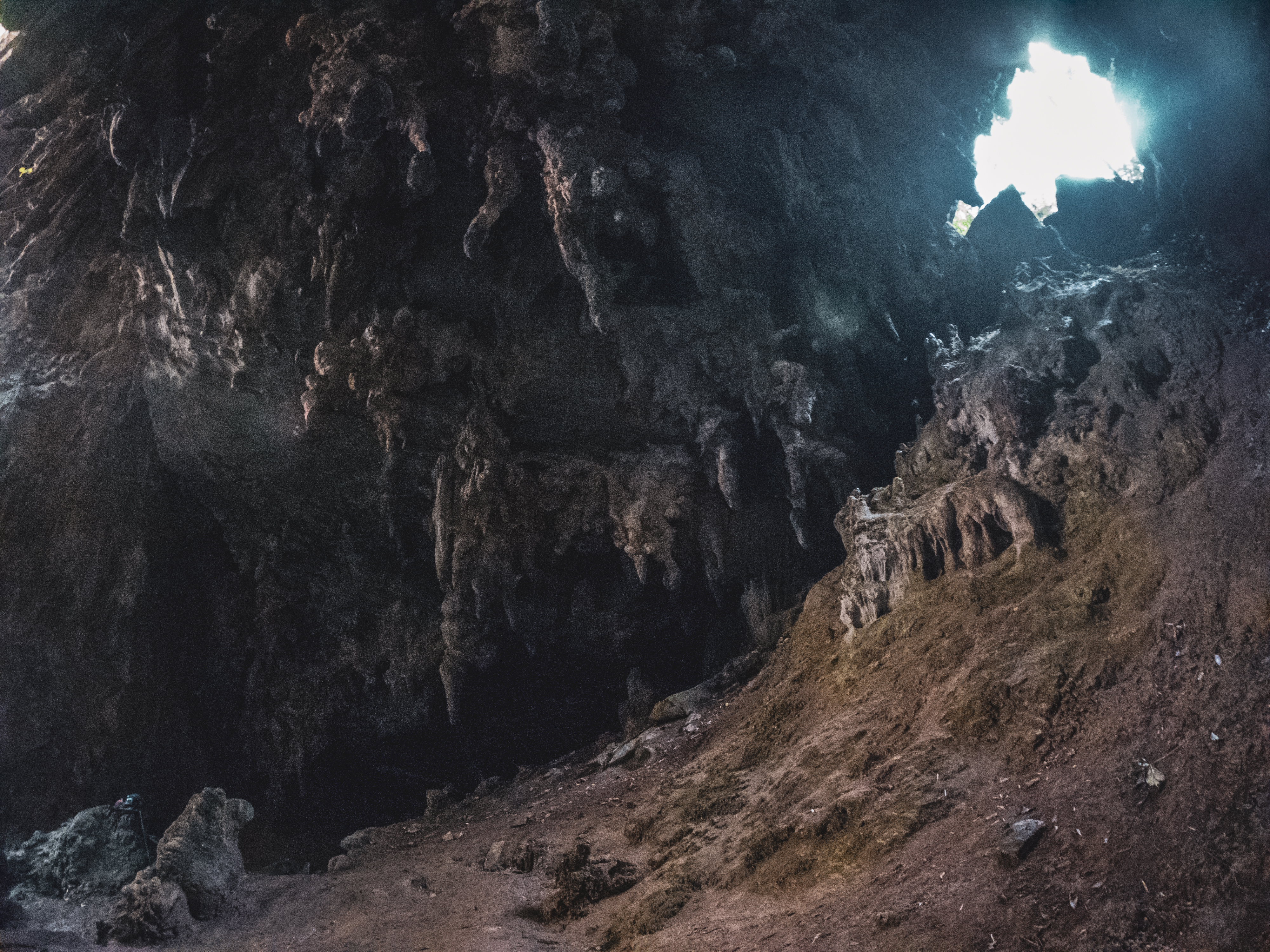
Claraboia

## Temimina I

### Atrativos
Localizadas na área conhecida como Vale da Ilusão, a entrada da caverna Temimina I se localiza em alta vertente, com grande inclinação. O entorno da entrada é coberto por mata alta. No local da ressurgência ocorre uma grande claraboia. A caverna Temimina I apresenta registros arqueológicos e acredita-se que já foi ocupada por indígenas. O ambiente subterrâneo da caverna é caracterizado por salões amplos e vazios, e boa parte da sua superfície é toda tomada pelo curso do rio Temimina, cuja profundidade varia entre 0,1 m a 1 m. Uma das maiores belezas da caverna é o "Chuveiro", um espeleotema de rara ocorrência, originado pela deposição dos carbonatos e cálcio dissolvidos nas bordas de um intenso fluxo subterrâneo.

### Fauna e Flora
A região onde se encontra a caverna apresenta densa cobertura vegetal e bom estado de conservação, não sendo observadas atividades capazes de impactar a qualidade do ambiente subterrâneo. A fauna terrestre registrada na caverna é composta por 40 morfoespécies de invertebrados e nenhuma de vertebrado. Entre a fauna aquática, foram registradas 3 morfoespécies, sendo dois grupos indicadores de boa qualidade de água.

## Temimina II

### Atrativos
Os principais atrativos dessa caverna são o salão “Jardins Suspensos”, a amplitude de seus condutos, o rio Temimina subterrâneo, a grande quantidade e diversidade de espeleotemas (estalactites, estalagmites, cortinas, escorrimentos, travertinos e pérolas) e as claraboias que conectam a galeria do rio às galerias fósseis superiores, permitindo a passagem de luz e a presença de vegetação nativa em alguns trechos.
A caverna Temimina II também apresenta registros arqueológicos e suas características configuram um ambiente favorável a ocupação humana pretérita.

### Fauna e Flora
A sauna terrestre é composta por 82 morfoespécies de invertebrados e duas de vertebrados, incluindo grilo, ave e anfíbio. A fauna aquática conta com 17 morfoespécies, contendo ocorrências de espécies indicadoras de boa qualidade de água. Dentre a fauna avistada, duas são consideradas como ameaçadas no Estado de São Paulo: Paronella sp. (Collembola) e cf. Strombopsis (Coleoptera).